# Starno (Ossian)
Starno von Lochlin ist im Werk Ossian des schottischen Dichters James Macpherson König von Skandinavien (altirisch Lochlann) und der Vater von Swaran und Agandecca.
Starno ist im Gedicht Cath-Loda („Kampf um Loda“) der hinterlistige Feind des schottischen Königs Fingal. Um ihn zu ermorden, verspricht er Fingal die Hand seiner Tochter Agandecca, der Jugendliebe Fingals.
„Er sey mir willkommen, des felsigen Morvens König! er sey mir willkommen!“ so sagte der düstere Starno. (Ossian: Cath-Loda)
Aber weil sich Agandecca in Fingal verliebt, warnt sie ihn im letzten Augenblick vor dem Hinterhalt, den ihr Vater gelegt hat. Aus Zorn erschlägt Starno seine Tochter. Fingal besiegt ihn im Zweikampf und nimmt ihn gefangen, schenkt ihm wegen seiner Liebe zu Agandecca Leben und Freiheit.
Starno von Lochlin ist eine Figur Macphersons und hat keine Entsprechung in der mittelalterlichen Epik.